# تراموا کراکوف
تراموا کراکوف (انگلیسی: Trams in Kraków) سیستم تراموا در شهر کراکوف، لهستان است.
این تراموا که در سال ۱۸۸۲ تأسیس شده دارای ۲۷ خط، ۳۵۸ ایستگاه و ۹۰ کیلومتر طول می‌باشد که دو ایستگاه آن زیرزمینی است.

## نگارخانه

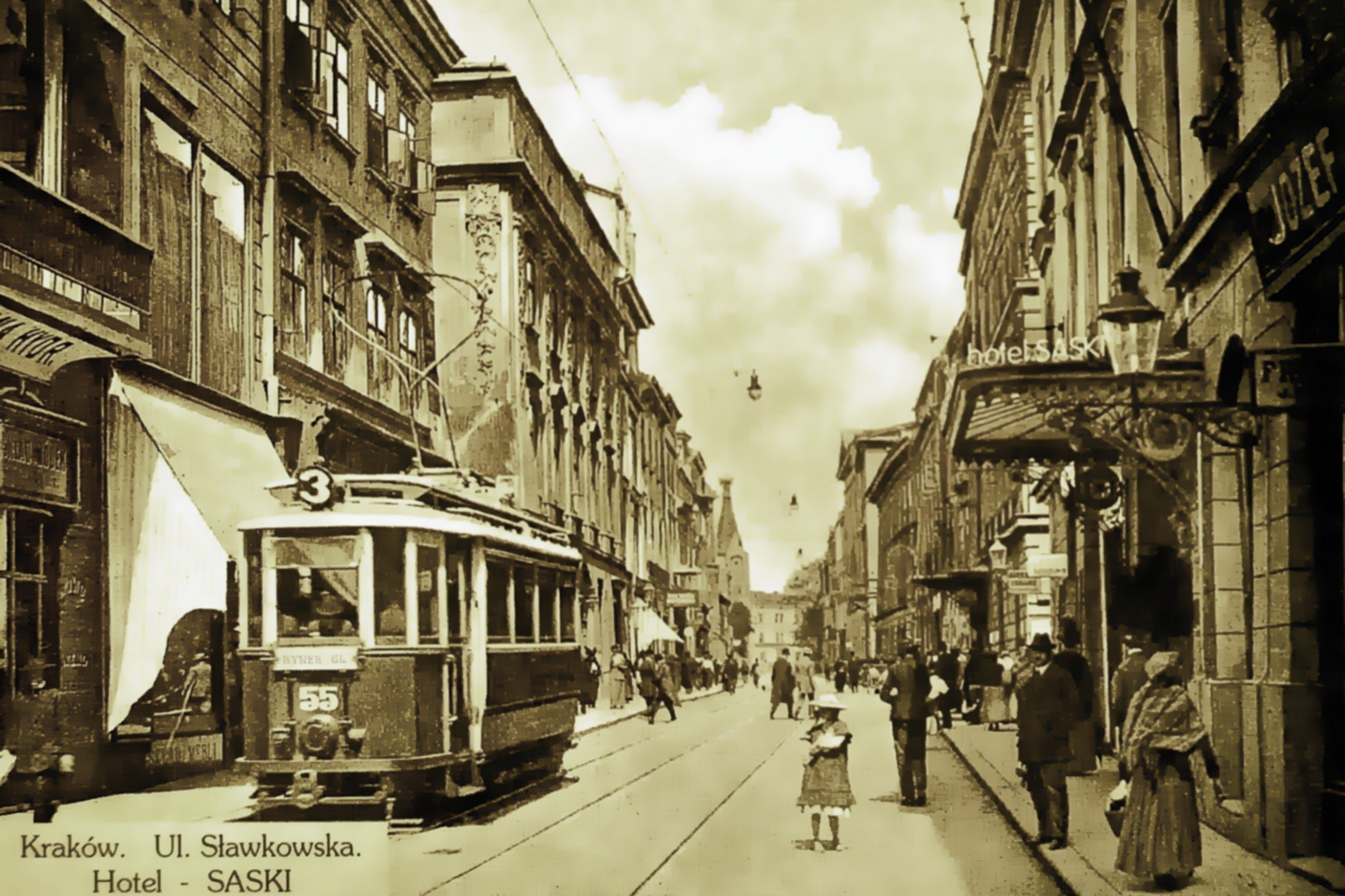
۱۹۱۴
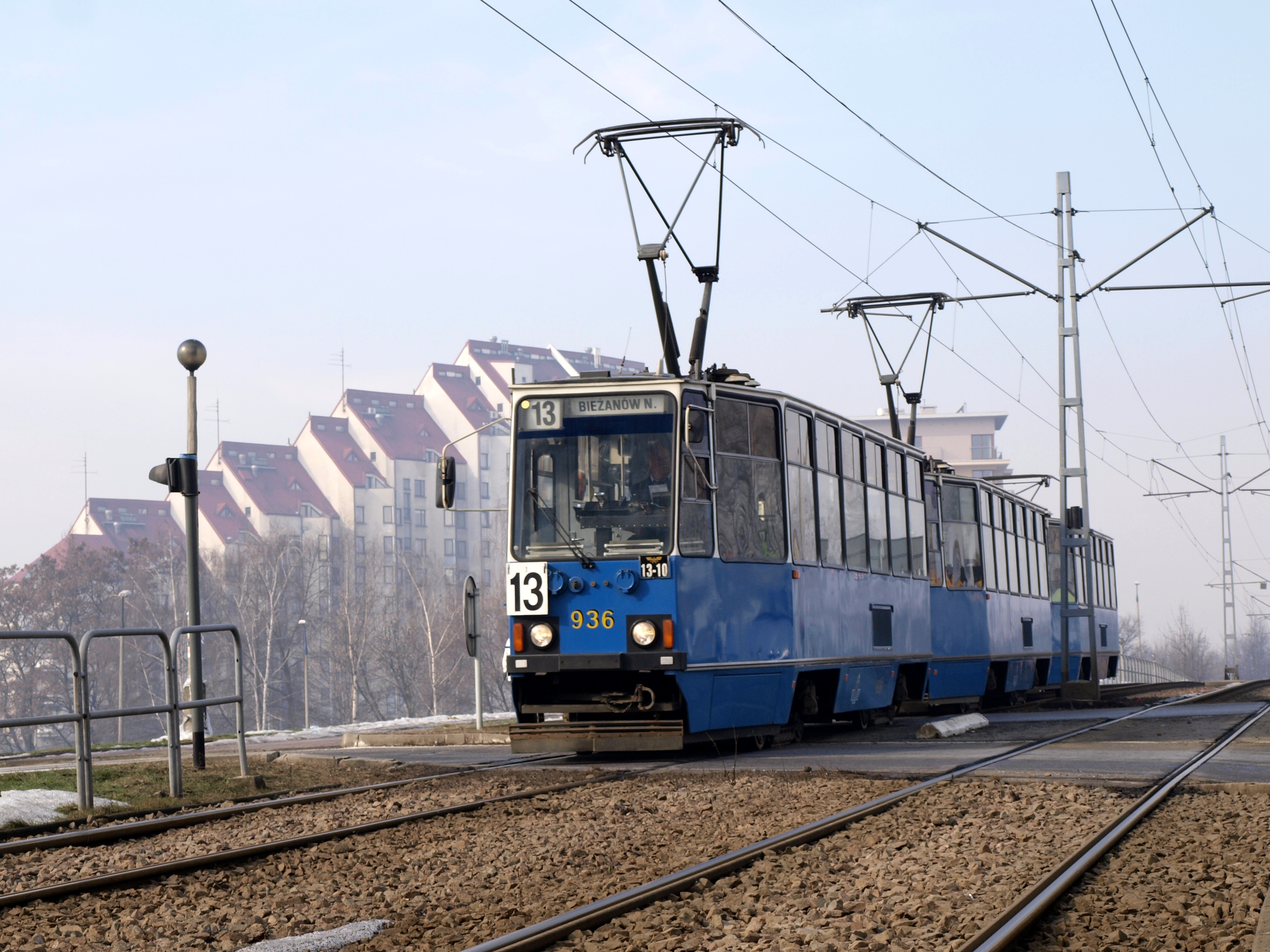
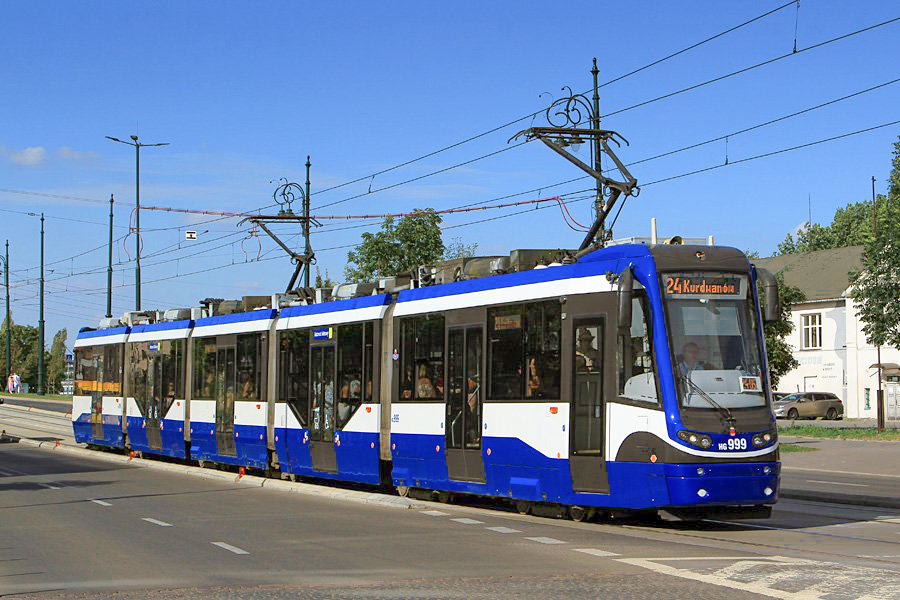
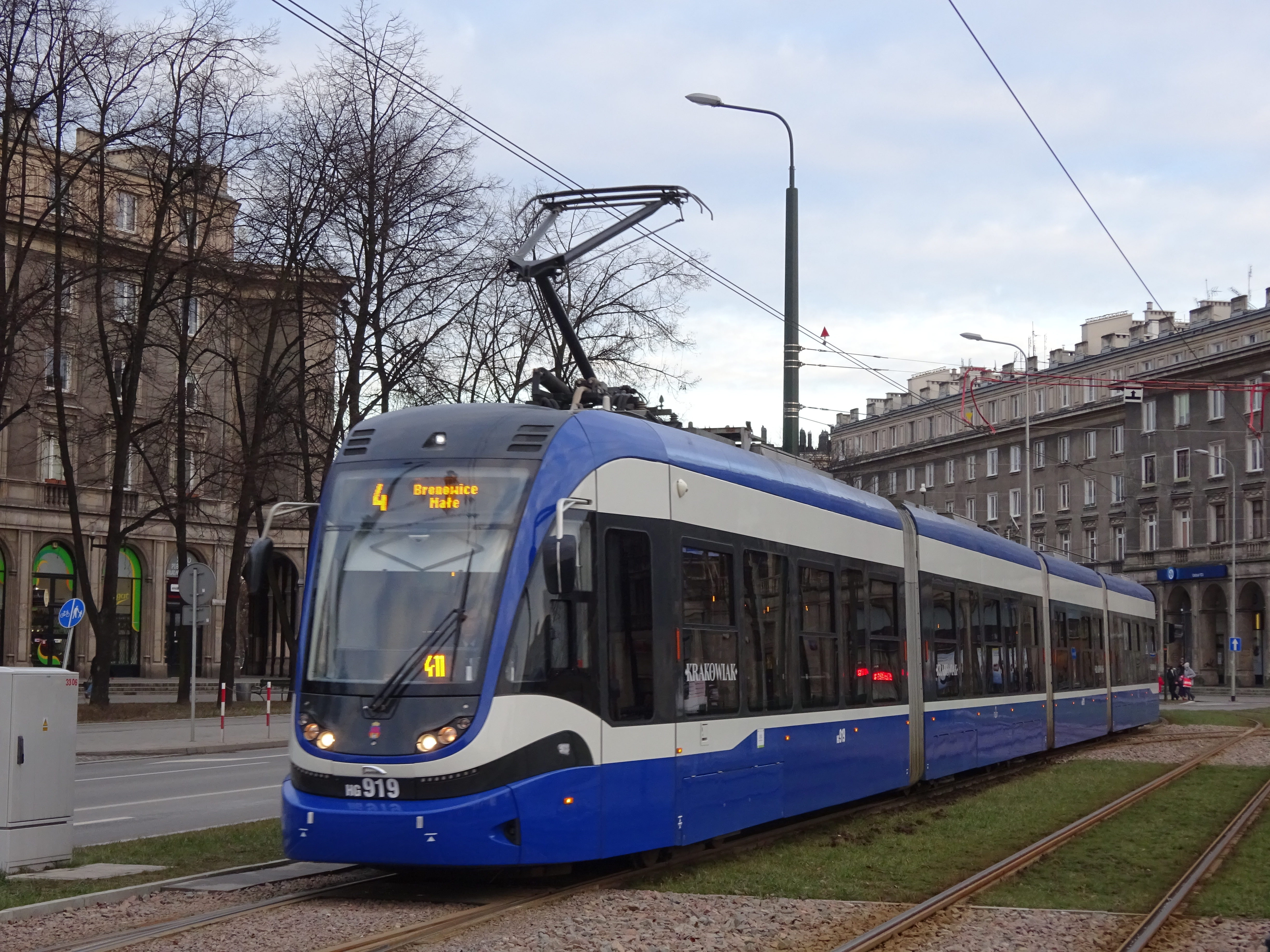